# Poorman Peak
Poorman Peak är en bergstopp i Antarktis. Den ligger i Östantarktis. Australien gör anspråk på området. Toppen på Poorman Peak är 1 610 meter över havet, eller 200 meter över den omgivande terrängen. Bredden vid basen är 1,3 km.
Terrängen runt Poorman Peak är kuperad österut, men västerut är den platt. Trakten är obefolkad. Det finns inga samhällen i närheten. 